# Paraputo porosus
Paraputo porosus är en insektsart som beskrevs av Borchsenius 1962. Paraputo porosus ingår i släktet Paraputo och familjen ullsköldlöss. Inga underarter finns listade i Catalogue of Life.